# The Voyage of the Dawn Treader
The Voyage of the Dawn Treader (Brasil: A Viagem do Peregrino da Alvorada / Portugal: A Viagem do Caminheiro da Alvorada) é um livro infantil do escritor C.S. Lewis, publicado em 1952, e ilustrado por Pauline Baynes. É o terceiro livro da série As Crônicas de Nárnia a ser publicado, mas é o quinto livro da série na ordem sugerida de leitura. Este livro também já foi publicado com o título: O Navio da Alvorada.
Relata a volta de Lúcia e Edmundo à Nárnia, agora na companhia do primo Eustáquio. Eles chegam quando o rei Caspian sai navegando pelo oceano oriental a bordo do Peregrino da Alvorada, em busca dos sete fidalgos que foram mandados por Miraz para explorar o oceano oriental.

## Sinopse
Este livro narra as aventuras de Lúcia e Edmundo, juntamente com o primo Eustáquio e o agora rei Caspian, a bordo do navio Peregrino da Alvorada. Juntos têm a missão de saber o que aconteceu com os sete fidalgos que foram enviados para desbravar o oceano oriental por Miraz, tio de Caspian, conforme é narrado em Príncipe Caspian.
Desta vez Lúcia e Edmundo entram no mundo de Nárnia enquanto estavam passando as férias na casa do inconveniente primo Eustáquio, através de um quadro que os pais de Eustáquio ganharam de presente de casamento, o qual estava pendurado no quarto onde Lúcia estava hospedada. Nesta viagem eles encontram inúmeras aventuras em diversas ilhas que encontram ao longo dos mares desconhecidos, habitadas por dragões, povos não muito amigáveis, e criaturas estranhas como os Tontópodes.
Eustáquio, que inicia a viagem contra a sua vontade, acaba tendo sua vida transformada após ser vítima de um feitiço que o transformou em um dragão em uma das ilhas. Isso acaba transformando o caráter dele, tornando a pessoa chata que era em alguém pronto para ajudar. No final, Aslam o livra do feitiço e ele volta a ser humano, mas não mais como era antes, tornando-se numa pessoa melhor.
No final, Caspian, depois de cumprir a sua missão e de ter começado a navegar os mares do fim do mundo, teve que regressar a Nárnia e abandonar a viagem, devido às ordens de Aslam, Lúcia, Edmundo, Eustáquio, e o rato falante Ripchip. Estes quatro atingem finalmente o fim ou a borda do mundo (visto que o mundo de Nárnia é plano), onde encontraram uma onda (ou muralha de água) gigante que une o céu e o mar. Além desta onda, avistaram o começo do país de Aslam. Enquanto Ripchip entrou para o país de Aslam, os outros três viram Aslam e regressaram à Inglaterra.
Lúcia e Edmundo não iriam mais voltar para Nárnia pois estavam crescendo e precisariam de encontrar Aslam em nosso próprio mundo, mas Eustáquio ainda voltaria mais uma vez conforme é narrado em A Cadeira de Prata.

## Capítulos
| Brasil - Editora Martins Fontes Ltda. - 01 - O Quadro - 02 - A Bordo do Peregrino da Alvorada - 03 - As Ilhas Solitárias - 04 - Uma Vitória de Caspian - 05 - A Tempestade - 06 - As Aventuras de Eustáquio - 07 - Como Terminou a Aventura - 08 - Dois Sérios Perigos - 09 - A Ilha das Vozes - 10 - O Livro Mágico - 11 - Os Anõezinhos do Mágico - 12 - A Ilha Negra - 13 - Os Três Dorminhocos - 14 - O Princípio do Fim do Mundo - 15 - As Maravilhas do Mar Derradeiro - 16 - O Fim do Mundo | Inglaterra - HarperCollins Publishers Ltd. - 01 - The Picture in the Bedroom - 02 - On Board the Dawn Treader - 03 - The Lone Islands - 04 - What Caspian Did There - 05 - The Storm and What Came of It - 06 - The Adventures of Eustace - 07 - How the Adventure Ended - 08 - Two Narrow Escapes - 09 - The Island of the Voices - 10 - The Magician's Book - 11 - The Dufflepuds Made Happy - 12 - The Dark Island - 13 - The Three Sleepers - 14 - The Beginning of the End of the World - 15 - The Wonders of the Last Sea - 16 - The Very End of the World |

## Filme
Uma adaptação do livro para o cinema nos moldes de O Leão, a Feiticeira e o Guarda-Roupa e Príncipe Caspian, foi produzido pela Walden Media em parceria com a Twentieth Century Fox. O filme foi lançado no dia 10 de dezembro de 2010.

## Temas cristãos
Apesar da história deste livro estar menos envolvida pela temática cristã, ela se destaca por conter uma referência muito direta sobre o propósito das Crônicas de Nárnia.
Uma das referências cristãs é a transformação no caráter de Eustáquio, que depois de ser transformado em dragão, acaba por se arrepender do comportamento que teve desde que tinha chegado a Nárnia. Esta transformação é selada num cerimonial de batismo em que Aslam pede que Eustáquio deixe a pele de dragão para trás, representando o nascimento de uma nova criatura.
Também fica claro que isso é algo possível apenas com a ajuda de Deus, e impossível apenas com a força humana, sendo explicitado quando Eustáquio tenta se livrar da pele de dragão sem sucesso, conseguindo-o apenas quando o próprio Aslam usa suas unhas para arrancar a pele dele. Por final ocorre o batismo que como o próprio Eustáquio relata: deixar as coisas do mundo dá dor, mas dá alegria saber que se está entrando a uma nova vida:
| “ | A princípio ardeu muito, mas em seguida foi uma delícia. | ” |

As outras referências estão no final do livro, quando Edmundo, Eustáquio e Lúcia atingem o fim do mundo e são recebidos por Aslam que assumiu a forma de um Cordeiro, uma forma bíblica de se referir a Jesus. Em seguida, ao revelar para Edmundo e Lúcia que não poderiam mais voltar para Nárnia por estarem crescendo, Aslam revela também estar em nosso mundo. Então completa:
| “ | Estou, mas em seu mundo tenho outro nome. Vocês têm que aprender a conhecer-me por esse nome. Foi por isso que os levei à Nárnia, para que, conhecendo-me um pouco, venham a conhecer-me melhor. | ” |

Esta frase explica de forma muito direta o propósito com que C. S. Lewis está colocando a temática cristã dentro das Crônicas de Nárnia.
Alguns cristãos tomam a liberdade de estabelecer um paralelo entre a história de Eustáquio com a história de Paulo de Tarso, narrada na Bíblia nos Atos dos Apóstolos. Tal comparação se baseia na mudança que Paulo passou de perseguidor descrente, para líder e pregador.